# Port Isaac
Port Isaac (in lingua cornica Porthysek) è un villaggio della Cornovaglia, situato vicino alla città di Wadebridge e facente parte - dal punto di vista amministrativo - della parrocchia civile di St Endellion (distretto della Cornovaglia settentrionale).
Piccolo villaggio di pescatori, è stato più volte palcoscenico di serie televisive e film, come ad esempio Doc Martin, L'erba di Grace e Poldark.

## Galleria d'immagini

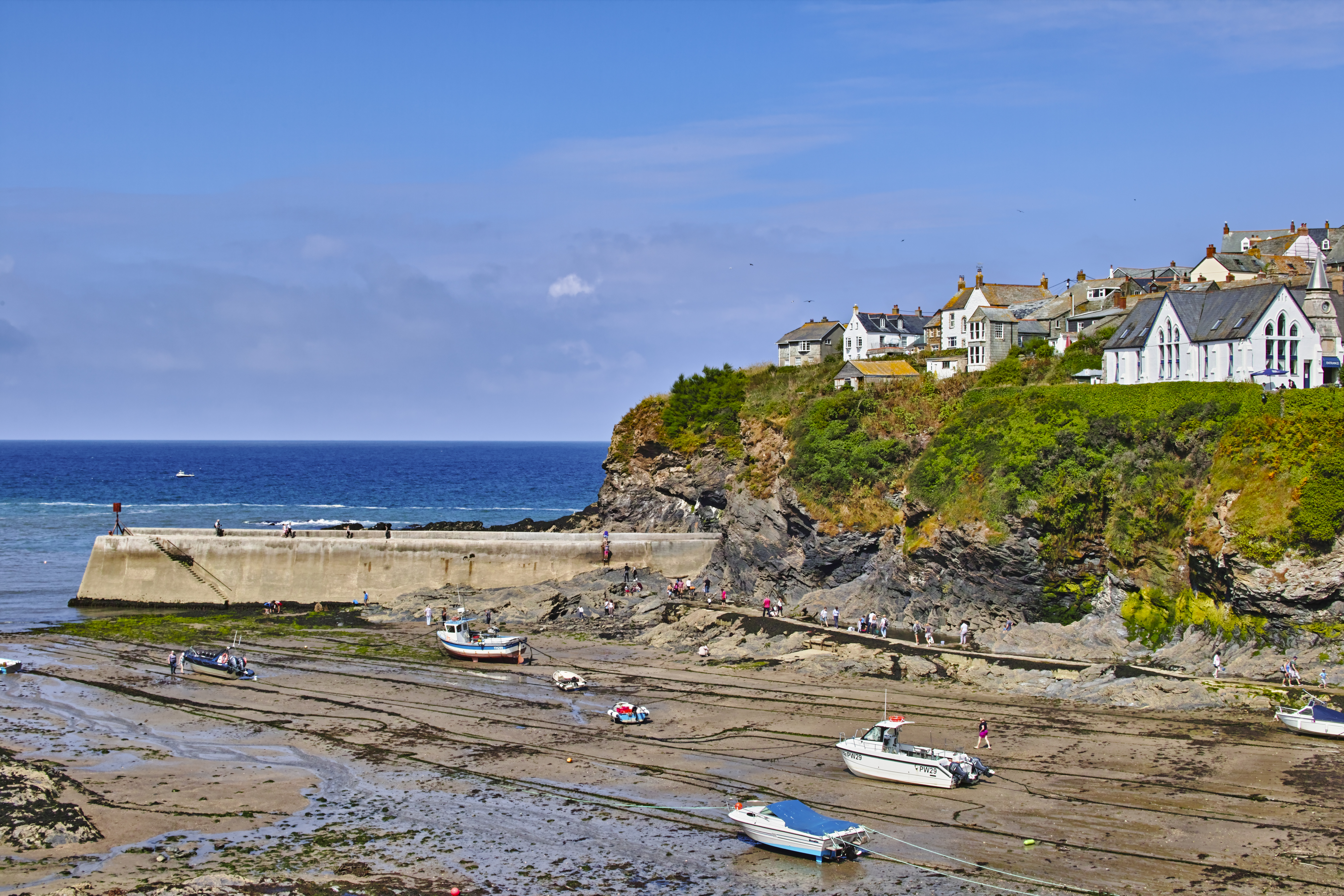
Port Isaac, veduta del porto
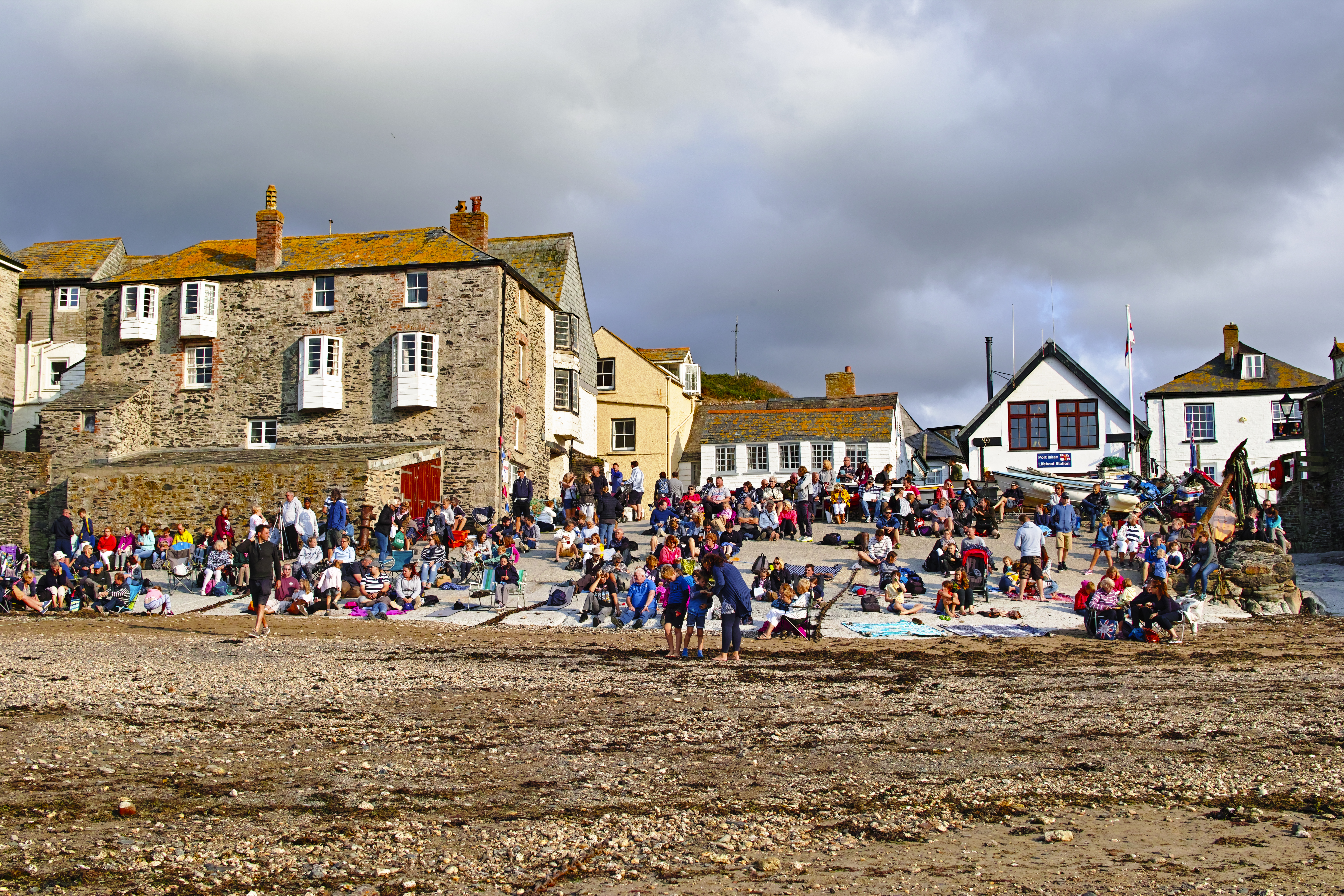
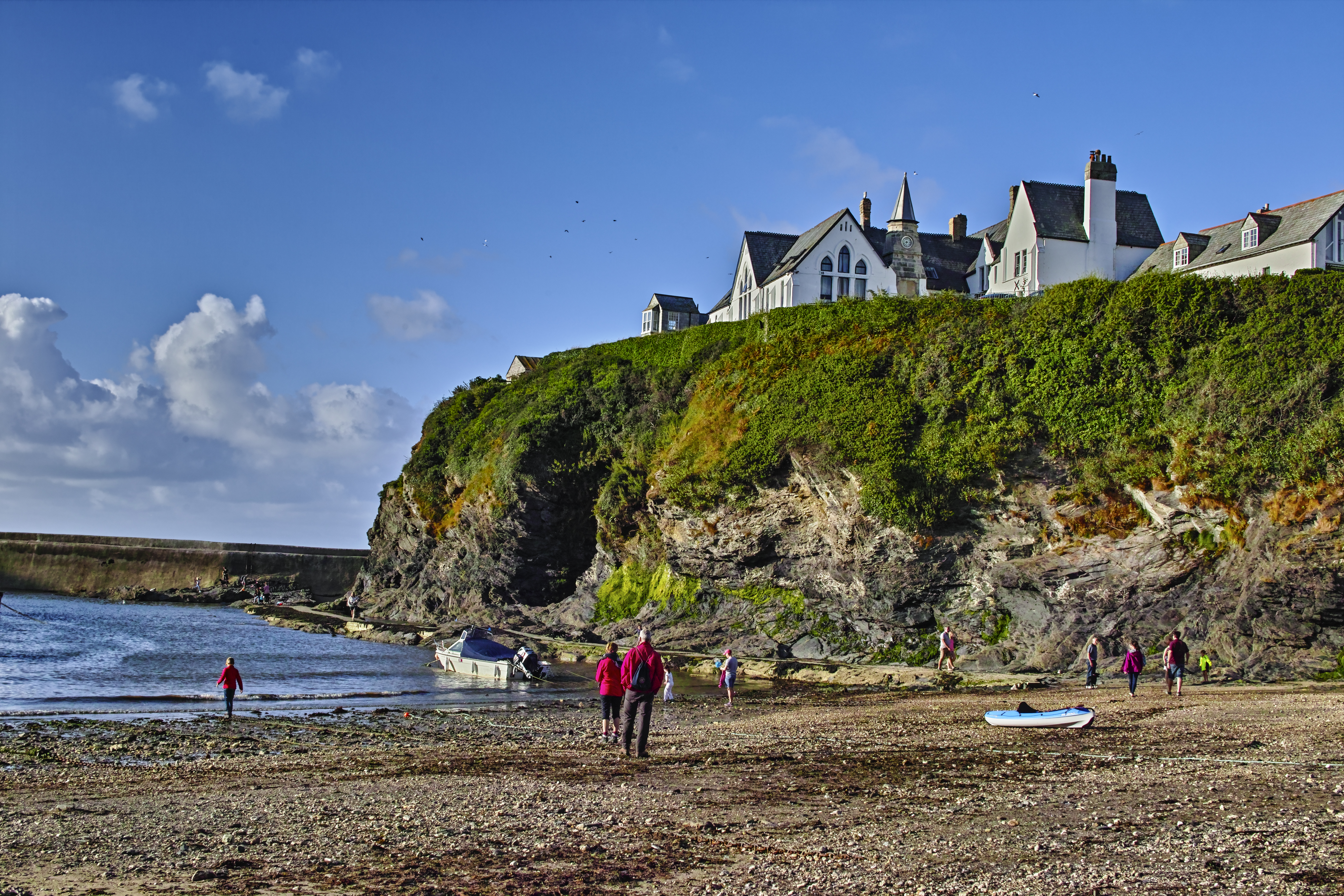
Port Isaac, veduta del porto e sopra la vecchia scuola, ora The Old School Hotel.
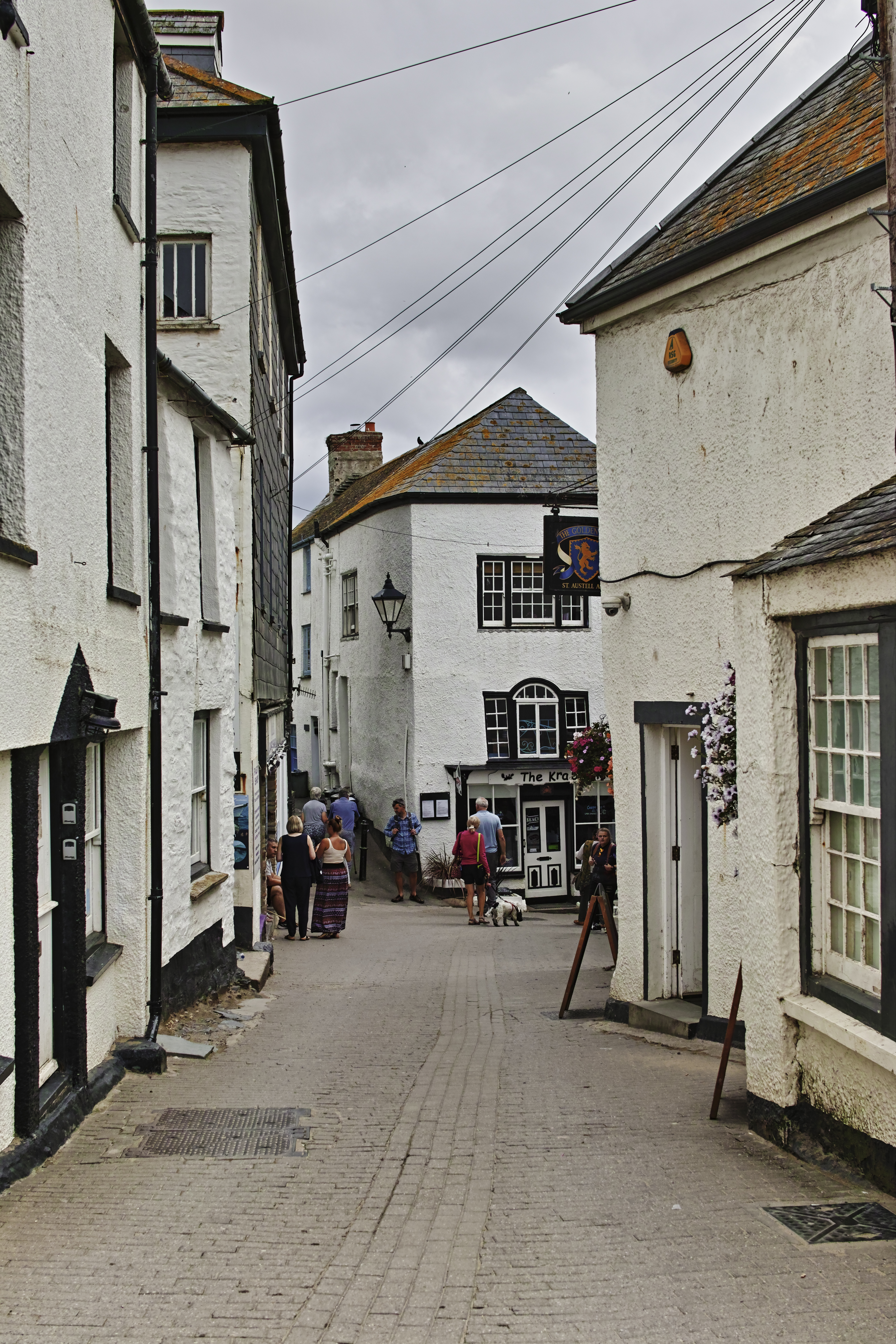
Via del centro
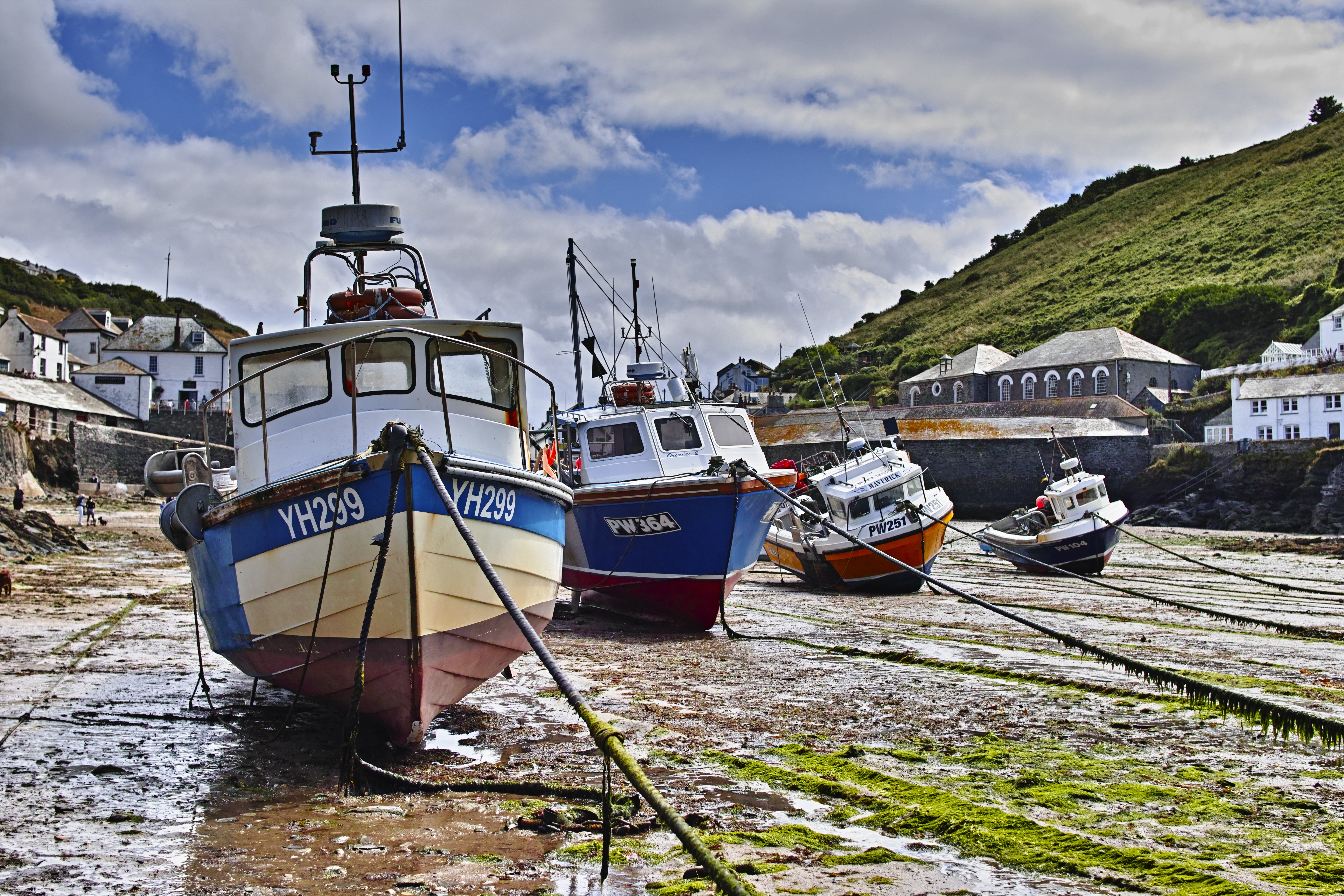
Port Isaac, barche di pescatori nella bassa marea
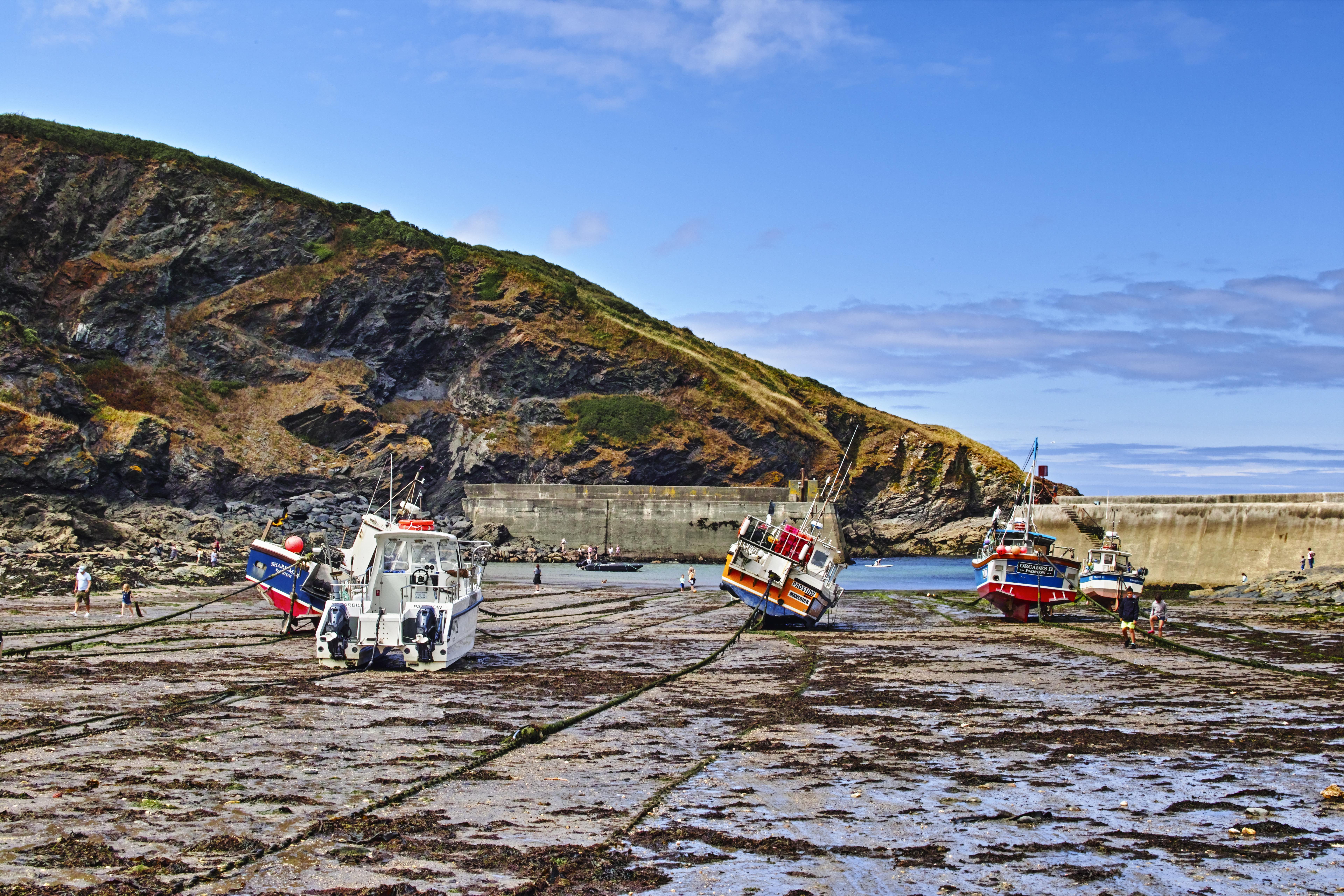
Port Isaac, barche di pescatori nella bassa marea
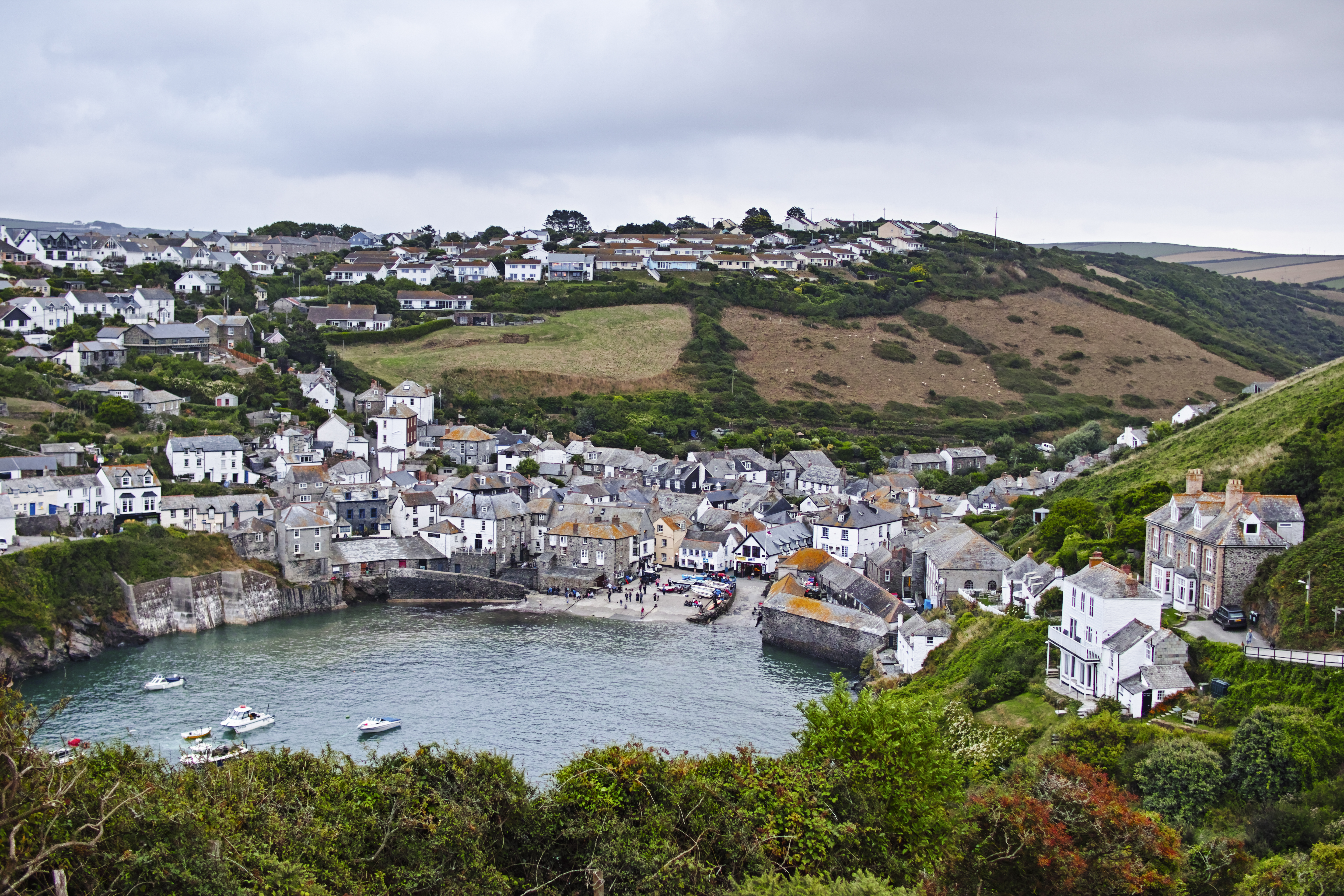
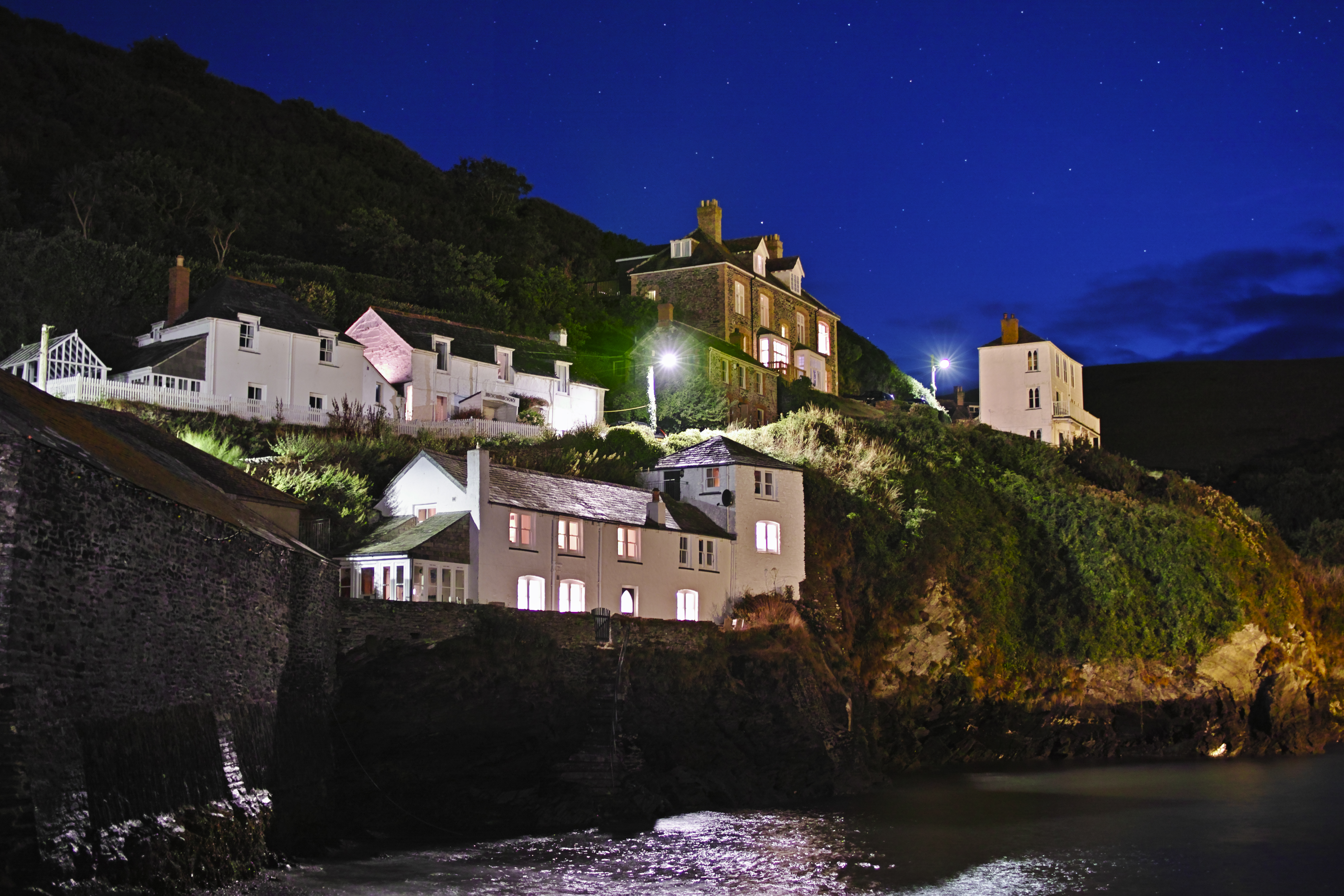
Port Isaac di notte
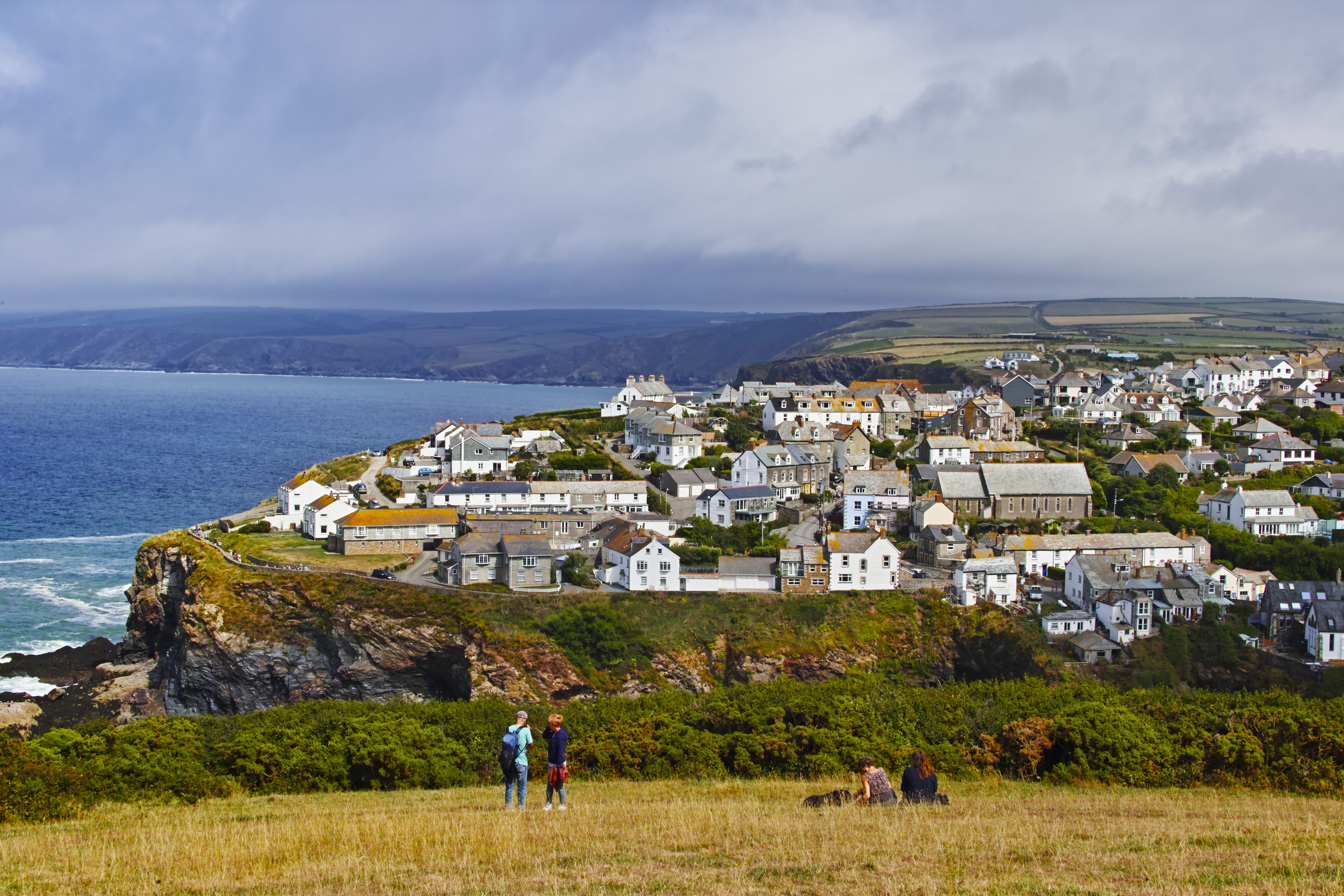
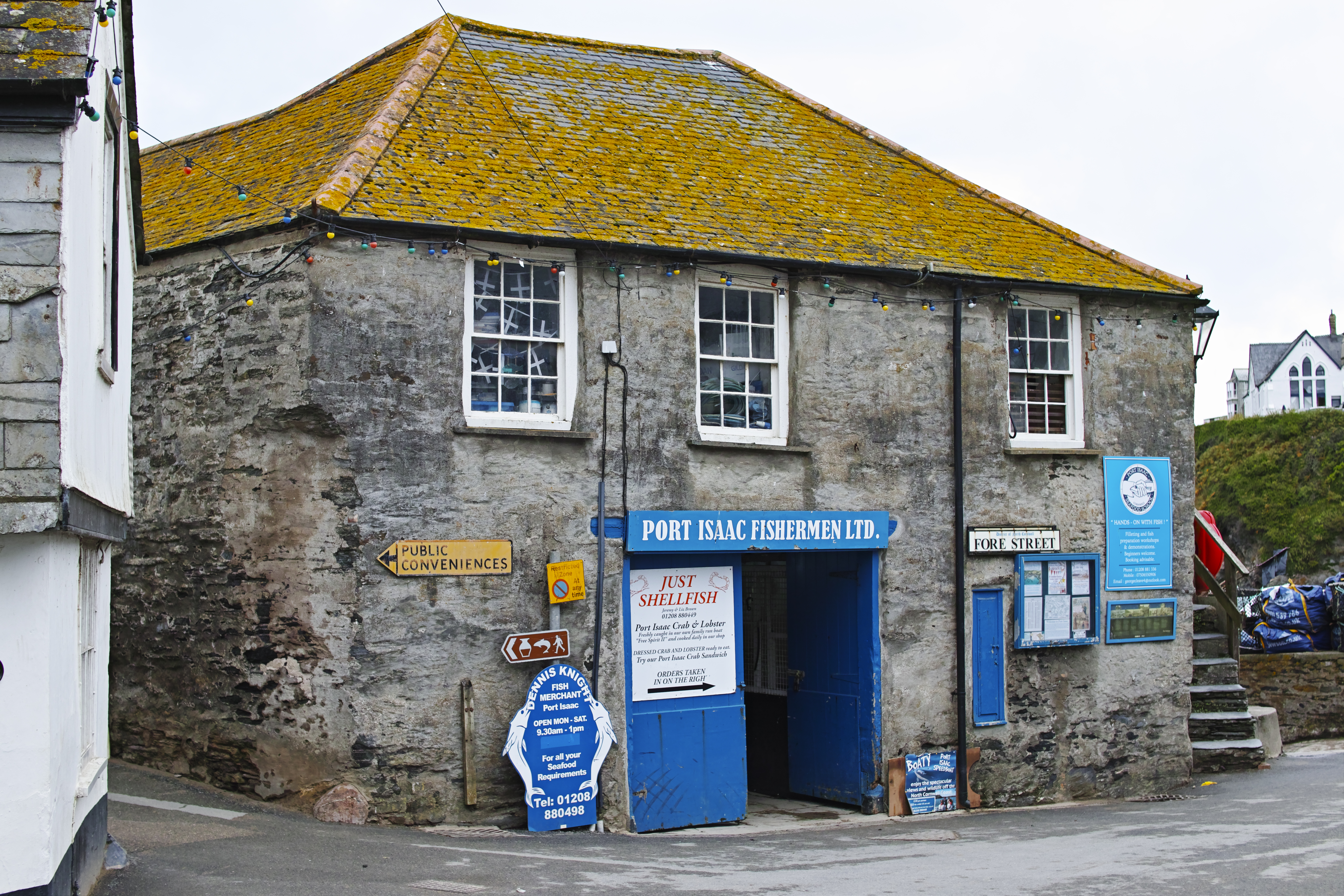
Port Isaac, mercato del pesce
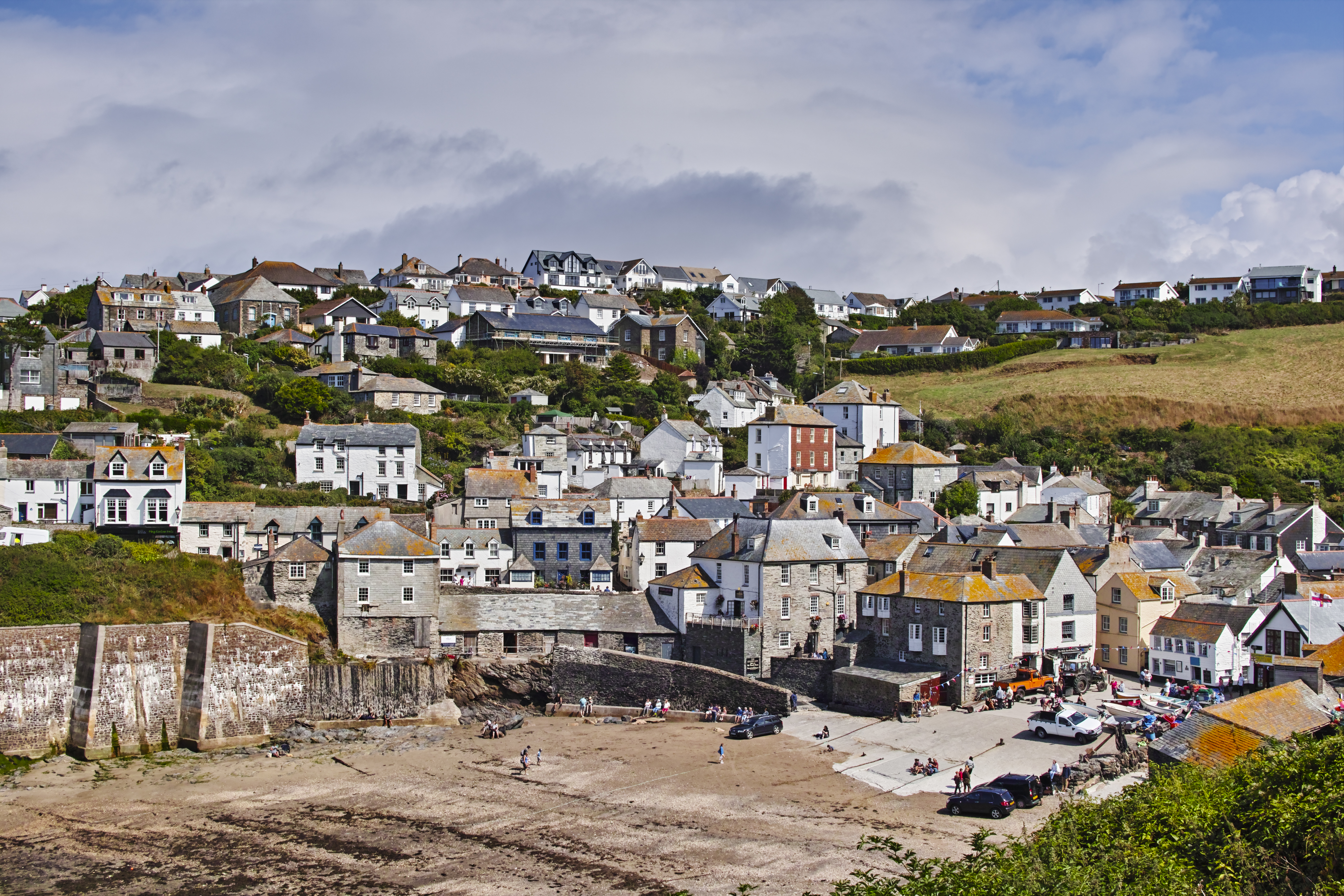